# 何家岩镇
何家岩镇，是中华人民共和国陕西省汉中市略阳县一个已撤销的乡级行政区，2015年，陕西省民政厅批复同意撤销何家岩镇，将其所辖行政区域划归接官亭镇。